# Base SANAE IV

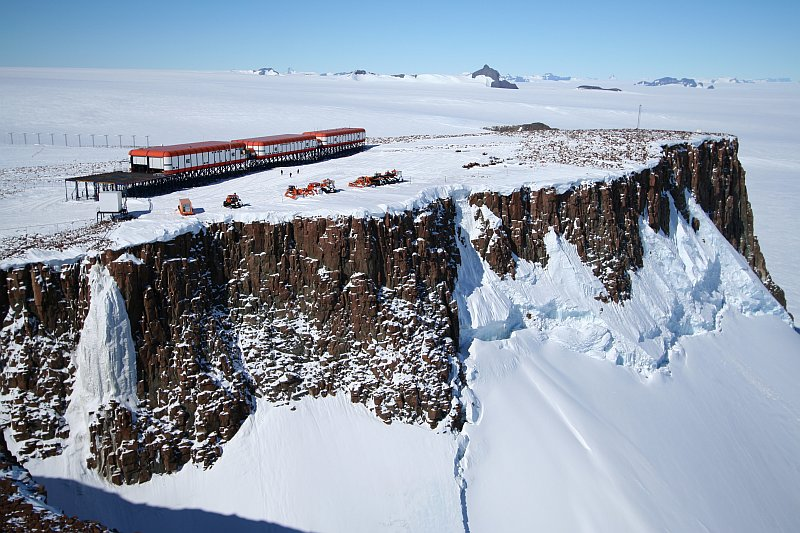
Edificio central de la base SANAE IV (2008).

SANAE IV es una base antártica permanente de Sudáfrica ubicada en la cima del nunatak Vesleskarvet, en la Tierra de la Reina Maud de la Antártida. Es administrada por el Programa Nacional Antártico Sudafricano y fue fundada en 1997.
SANAE es un acrónimo de South African National Antarctic Expedition. En temporada estival tiene una población de unas 100 personas, de Sudáfrica y otros países, pero en invierno solo hay 10 personas en la base.

## Historia
La primera expedición sudafricana a la Antártida, liderada por Hannes le Grange, invernó en la Base Noruega, que Noruega transfirió a Sudáfrica en enero de 1960 por una suma nominal al finalizar el Año Geofísico Internacional. La SANAE operó la base durante tres años antes de que una estación más cerca de la costa fuera establecida. Expediciones posteriores invernaron en SANAE I, SANAE II y SANAE III, construidas en la barrera de hielo Fimbul cerca de la isla Blåskimen.
La base SANAE I fue construida en 1962 en las cercanías de la Base Noruega en la barrera de hielo Fimbul. SANAE I era una estructura simple de madera, erigida sobre una plataforma de madera que servía de fundamento. Como la barrera de hielo se mueve lentamente hacia el mar y se cubre de nieve, la base tuvo una vida útil reducida.
La base SANAE II fue construida en 1970-1971 para reemplazar SANAE I. Era una estructura sencilla muy similar a su predecesora, que por aquel entonces estaba enterrada bajo muchos metros de nieve y hielo. Siguió el mismo destino que SANAE I.
La base SANAE III fue construida en 1978-1979. Consistía en grandes tubos de acero diseñados para resistir más fácilmente la enorme presión impuesta por la masa creciente de nieve.
Construidas sobre el campo de hielo, esas edificaciones inevitablemente fueron sepultadas, y eventualmente formaron parte de icebergs. Las sucesivas estaciones fueron siempre posicionadas en la posición geográfica 70°18′S 02°22′O / -70.300, -2.367. 
SANAE IV fue construida sobre el nunatak Vesleskarvet con la idea de que tenga mayor vida útil. El primer equipo de personal que invernó en SANAE IV fue el SANAE 36 en 1997. La base ha sido mantenida ininterrumpidamente desde entonces. Durante la construcción de labase, que duró desde el verano de 1993 a 1994 al verano de 1997 a 1998, la Fuerza Aérea Sudafricana utilizó el Campamento Sarie Marais durante el verano para proporcionar apoyo logístico al equipo de construcción.
| Base                    | Inaugurada | Localización                                                           | Notas                                    |
| ----------------------- | ---------- | ---------------------------------------------------------------------- | ---------------------------------------- |
| SANAE I                 | 1962       | 70°18′S 2°22′O / -70.300, -2.367                                       | Cerrada en 1970                          |
| Campamento Borga        | 1969       | 72°58′S 3°48′O / -72.967, -3.800, 350 km al sur de SANAE I             | Cerrado en 1976                          |
| SANAE II                | 1971       | 70°18′S 2°22′O / -70.300, -2.367                                       | Cerrada en 1978                          |
| SANAE III               | 1979       | 70°18′S 2°22′O / -70.300, -2.367                                       | Enterrada bajo la nieve, cerrada en 1996 |
| Campamento Sarie Marais | 1979       | 72°01′35″S 2°48′18″O / -72.02639, -2.80500, 200 km al sur de SANAE III | Cerrado en 1999                          |
| SANAE IV                | 1997       | 72°40′22″S 2°50′26″O / -72.67278, -2.84056                             |                                          |